# Lista de selos de Portugal Colónias - Funchal
A categoria Portugal Colónias - Funchal inclui todas as emissões próprias do Funchal como território de Portugal, durante um curto período da Monarquia de 1892 a 1898. 

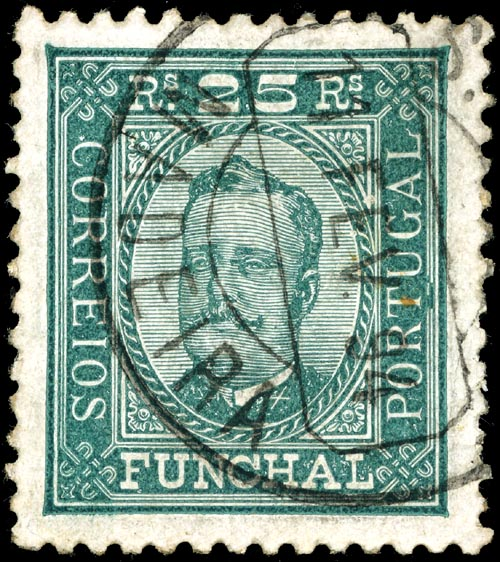
Funchal, 1892

| 1892 - Funchal - D. Carlos I (1892) 1897 - Funchal - D. Carlos I (1897) 1898 - Funchal - D. Carlos I, Novas Cores e Valores |